# Marco Polo (serie de televisión)
Marco Polo es una miniserie de televisión emitida originalmente por NBC en Estados Unidos, Antenne 2 en  Francia, RAI en Italia y RTVE en España en 1982, y fue difundida en un total de 46 países. 
Protagonizada por Ken Marshall como Marco Polo, mercader y explorador nacido en el siglo XIII en Venecia, también protagonizada por Denholm Elliott, Anne Bancroft, John Gielgud, Leonard Nimoy y otros. Originalmente fue emitido en cuatro episodios, donde los episodios 1 y 4 fueron de doble duración, aunque a veces fue emitida en seis episodios.

## Argumento
La historia se cuenta en retrospectiva desde el momento, en que Marco Polo fue hecho prisionero durante la guerra de Venecia contra Génova a partir de lo que contó a Rustichello, el cual luego lo escribió. Luego se vuelve cronológica
Marco Polo nació en 1254 y crece en Venecia siendo educado por su tío Zane y su tía Flora, comerciantes de telas de profesión. Su madre murió cuando él era todavía un niño mientras que su padre Niccolò Polo junto con su tío Matteo llevan ya años de viaje recorriendo toda Asia hasta llegar a la corte del poderoso Kublai Khan, emperador de los Mongoles. Marco Polo, de carácter soñador, espera ansioso el regreso de su padre y su tío para conocerlos y saber de su gran viaje hacia zonas del mundo desconocidas hasta entonces por los europeos para saber más al respecto, ya que, según las historias que escucha, más allá de Persia no hay más que bestias y espíritus malignos.
Un día ellos vuelven para informar de sus hallazgos a la República de Venecia, para hacer encargos en nombre del Gran Khan y volver. Entonces Marco Polo consigue acompañarles y juntos se dirigen al imperio de Kublai Khan. Penurias y privaciones marcan el camino hasta que finalmente, tras varios años, logran llegar a Mongolia y a la corte del Gran Khan. Allí se gana el respeto de Kublai, se hace amigo de Chinkin, el hijo de Kublai Khan, quien sufre de epilepsia. También descubre la riqueza del lugar y la normalidad de la gente allí dándose cuenta de que las historias sobre la region, que él oyo durante su juventud, eran mentiras. 
Gracias a sus habilidades Marco llega a ser Prefecto del Khan y como tal ver toda China, teniendo que enfrentarse además a las intrigas de Ahmed, el corrupto regente de Kublai que lo ve como una amenaza a sus intereses y que muere víctima de su propia corrupción, y a las conspiraciones internas de Nayan, el hermano de Kublai, que pretende hacerse con el trono por la violencia y que muere en el intento, viendo además la derrota de Kublai en su guerra contra Japón, que debilitó el imperio a largo plazo. También es testigo de la muerte de Chinkin a causa de su enfermedad. Finalmente, tras muchos años un envejecido Kublai deja partir a los Polo para que puedan volver a casa, ya que el padre y el tío de Marco se han hecho viejos y desean volver por ello. A cambio deben acompañar a una princesa mongola al Khan de Persia por mar, que no puede ir por tierra por inestabilidad política en el imperio en ese momento, para que se case con él como parte de un plan de fortalecer las relaciones con él a largo plazo en beneficio del imperio. Ellos acceden y Kublai, con mucho pesar, deja partir a Marco.  
Cuando Marco Polo regresó años más tarde como un hombre rico a Venecia, él participó en la Guerra de Curzola contra Génova. En esa guerra fue herido y hecho prisionero por los genoveses. Prisionero en Génova y temiendo por su vida, Marco escribió sobre sus viajes para que Europa supiese la verdad acerca de esos lugares. Por ello la iglesia del lugar le acusó después de haber mentido en sus historias, rendido homenaje a dioses paganos y de querer ejercer influencia herética en Italia. Fue procesado allí en otoño del 1299 ante un tribunal y Rustichello, que escribió para él sus viajes, por lo que Marco fue acusado, defendió allí de una forma decisiva a Marco Polo ante el tribunal, cuando empezó a darse cuenta durante el juicio que sus historias eran verdad por su férrea disposición de defenderlas y por una confirmación parcial, que fue obtenida por otras fuentes, señalando correctamente que Marco Polo, con la narración de sus viajes a esos lugares, había acabado con muchos prejuicios europeos de la época acerca de esos lugares, abriendo así esa región para Europa en un posible futuro. 
Gracias a ello Marco fue absuelto y pudo regresar a Venecia en invierno del 1299. No volvió a dejarla y, agotado por todo lo que le había ocurrido en su vida, murió allí en 1324.

## Reparto
- Kenneth Marshall - Marco Polo
- Denholm Elliott - Niccolò Polo
- Tony Vogel - Matteo Polo
- David Warner - Rustichello da Pisa
- Burt Lancaster - Teobaldo Visconti /Papa Gregorio X
- Ying Ruocheng - Kublai Khan
- Beulah Quo - Emperatriz Chabi
- Junichi Ishida - Príncipe Chinkin
- Vernon Dobtcheff - Pietro d'Abano
- John Gielgud - Dogo de Venecia
- John Houseman - Patriarca de Aquileia
- F. Murray Abraham - Jacopo
- Anne Bancroft - Madre de Marco
- James Hong - Phags-pa
- Ian McShane - Ali Ben Yussouf
- Leonard Nimoy - Achmet
- Bruno Zanin - Giulio
- Riccardo Cucciola - Tío Zane
- Erkang Zhao - Nayan
- Sada Thompson - Tía Flora

## Producción
Marco Polo fue filmada en locaciones en Italia, Marruecos, Nepal y China.  Fue rodada en escenarios naturales en el Imperio de Cathay. El rodaje de la producción cinematográfica duró exacamente trece meses y para la vestimente de la película se han empleado treinta kilómetros de seda china y otros tantos de lana italiana para los tres mil vestidos realizados exclusivamente para esta obra. 
En su momento fue la producción de televisión más cara jamás realizada, y que ha corrido a cargo de la RAI, la televisión estatal italiana. Sandro Pertini, el presidente de la República Italiana, asistió a la presentación de la superproducción. Fue también la primera colaboración de este tipo entre una televisión occidental y la china. La financiación por medio de las firmas norteamericanas NBC y Procter and Gamble, con las japonesas Tentsu y TBS, y con la china CCCC (China film-production).
Protagonizada por Ken Marshall, en el papel de Marco Polo, Ann Bancroft en el de su madre, Burt Lancaster en el del papa Gregorio y el actor chino Jin Luochen, en el del emperador Kublai Khan, Marco Polo costó cerca de 16.000.000 euros, y se difundió en ocho episodios, a partir del 5 de diciembre de 1982 en las pantallas italianas, semanal. Cada episodio dura 75 minutos. Estas diez horas de película son el trabajo de cuatro años dirigido por Giuliano Montaldo, con 40.000 actores y figurantes y rodado por tres continentes: Europa, Asia y África. También se rodó en lugares hasta entonces prohibidos en China.

## Premios
La película fue nominada para los premios Emmy para Miniseries 1982 en ocho categorías y ganó dos premios Óscar de televisión. 
- Mejor Diseño de Vestuario de una serie de televisión
- Mejor miniserie
- Mejor edición de sonido miniserie
- Mejor Estilismo
- Mejor Director artístico
- Mejor Cámara
- Mejor Montaje
- Mejor rendimiento creativo